# Achyrolimonia monacantha
Achyrolimonia monacantha là một loài ruồi trong họ Limoniidae. Chúng phân bố ở miền Cổ bắc.